# وليد الإبراهيم
وليد بن إبراهيم بن عبد العزيز آل إبراهيموليد آل إبراهيم (1962) مؤسس ورئيس مجلس إدارة "مجموعة MBC" وقناتي "العربية" و"الحدث"، ومنصة "شاهد" للفيديو مع فواصل إعلانية "VOD"، وشاهد VIP للفيديو بدون فواصل إعلانية (SVOD).

## العائلة
ولد الشيخ وليد آل ابراهيم في الرياض لأسرة نجدية معروفة هي أسرة آل إبراهيم التي يمتد نسبها إلى إبراهيم بن عبد الرحمن بن إبراهيم بن عبد ربه بن محمد بن حمد آل إبراهيم، وهم من آل يحيى، من آل بورماح من آل غزي من الفضول من بني لام من طيء. وكانت مساكنهم أبا الكباش في الشمال الغربي لمدينة الدرعية، ومنهم من سكن بالقرب من حريملاء والرياض وحائل. وقد أورد الشيخ عبدالله بن خميس في كتاب "معجم اليمامة" عن "أبا الكباش" التي سكنها آل إبراهيم، فقال إنّها " قرية ومزارع تقع في رحبة واسعة من وادي العمارية ما بين خشم الطرف والفريدة".
أنجب مؤسس الأسرة الشيخ إبراهيم بن عبد الرحمن آل إبراهيم سبعة أبناء (جبر ومحمد وعبدالله وعبد العزيز وسعد وحمود وعبد الرحمن)، لعل أبرزهم عبد الرحمن وعبد العزيز. فعبد الرحمن برز في عهد الدولة السعودية الثانية، وتولّى في عهد الإمام فيصل بن تركي عدداً من المناصب منها إمارة ضرما والبريمي وعنيزة وبريدة والأفلاج، وقيادة سرية إلى عمان، وقيادة سرية أخرى إلى بريدة للقضاء على ما كان بها من فتن وقلاقل إلى أن انتقل للإقامة بمكة المكرمة حيث توفي. وأما عبد العزيز فقد أنجب ولداً سماه إبراهيم على اسم جده، وهذا أنجب بدوره ١٣ ابناً معظمهم من رجال الأعمال المرموقين، وهم: عبد العزيز وخالد وسعود ومنصور وفهد ومحمد ووليد وبدر وماجد وسلطان ونواف وتركي وفيصل، إضافةً إلى عدد من البنات إحداهن هي الأميرة الجوهرة بنت إبراهيم آل إبراهيم آخر زوجات خادم الحرمين الشريفين الراحل الملك فهد بن عبد العزيز، والدة سمو الأمير عبد العزيز بن فهد بن عبد العزيز آل سعود، وشقيقة الشيخ وليد آل إبراهيم، والتي تعد صاحبة أيادٍ بيضاء ومبادرات إنسانية واجتماعية عديدة أبرزها التبرع لإنشاء مراكز بحثية في مجال الأمراض الوراثية مثل مركز الأميرة الجوهرة للطب الجزيئي التابع لجامعة الخليج العربي بالبحرين الذي افتتح في مارس 2009، وغيره الكثير.
بعد وفاة زوجته الأولى - ابنة عمه الشيخة غادة آل إبراهيم - اقترن الشيخ وليد آل إبراهيم بالشيخة هناء بنت عبدالله بن سعد القاسم وله ستة أبناء، ثلاثة ذكور: خالد وماجد وعبد العزيز وثلاث بنات: هيا وهالة ونورة.

## العمل الإعلامي
منذ إتمامه دراسته العليا في الولايات المتحدة، بدأت رحلة وليد آل إبراهيم الفعلية مع الإعلام، وذلك من خلال تأسيسه شركة "آرا للإنتاج الفني والتجهيزات التلفزيونية" في مطلع الثمانينيات من القرن الماضي.
بعدها، وفي عام 1991، أطلق آل ابراهيم قناة MBC1 من لندن، فكانت أول فضائية عربية خاصة مفتوحة، تُخاطِب العائلة العربية بكافة أفرادها. مثّلت هذه الخطوة نقلة نوعية في مجال البث التلفزيوني الفضائي العربي، وشكّلت إنجازاً بارزاً له على الصعيد المهني، مؤشرة إلى بداية مرحلة مفصلية في الإعلام العربي.
عام 2002، أشرف آل إبراهيم على انتقال المجموعة من لندن إلى دبي، متخذاً من "مدينة دبي للإعلام" في دولة الإمارات العربية المتحدة مقّراً رئيسياً لها، مؤسساً بذلك لمرحلة توسّع ونمو أفقية وعامودية، أفضت إلى ما هي عليه "مجموعة MBC" اليوم، وما تمثّله في قلب وعقل كل مشاهد من المحيط إلى الخليج وما وراءهما.

## تكريمات وألقاب وجوائز
عبر مسيرته المهنية الحافلة، حصد وليد آل إبراهيم العديد من الألقاب ونال تكريمات ومناصب في محافل عربية وإقليمية وعالمية، أبرزها:
عضوية مجلس إدارة وكالة يونايتد برس انترناشيونال United Press International (UPI)؛ ومنصب رئيس مجلس إدارة الوكالة في عام 1999؛ وفي عام 2006 كرّمت "جامعة الدول العربية" آل ابراهيم على عطاءاته بمنحه لقب "فارس الإعلام العربي"؛ وفي عام 2007 تبوّأ مركزاً على لائحة "الشخصيات العربية الأكثر نفوذاً" التي تُصدرها "Arabian Business"؛ وفي عام 2008 حصد جائزة "رجل العام" من "MENA Cristal"؛ واختير ضمن قائمة "الشخصيات العربية الأكثر نفوذاً" التي تُصدرها "Gulf News" في 2012؛ وفي عام 2015 تسلّم نيابة عن "مجموعة MBC" - جائزة "أفضل مجموعة إعلامية استخداماً لشبكات التواصل الاجتماعي" من نائب رئيس دولة الإمارات حاكم دبي الشيخ محمد بن راشد آل مكتوم، ضمن فعاليات "قمة روّاد التواصل الاجتماعي العرب"؛ كما حصل في عام 2015 على لقب "شخصية العام الإعلامية" من "منتدى الإعلام العربي".

### وسام الملك عبد العزيز من الدرجة الأولى
في شهر مايو من عام 2021 تقلّد الشيخ وليد واحدةً من أكبر الجوائز وأرفعها شأناً في المملكة العربية السعودية، ألا وهي وسام الملك عبد العزيز من الدرجة الأولى، وذلك في تقدير سامٍ لدور "مجموعة MBC" الرائد وتأثيرها في قطاع الإعلام، علماً أن وسام الملك عبدالعزيز من الدرجة الأولى يُمنج لأولئك الذين قدموا خدماتهم للمملكة بأعلى درجات التفاني والإخلاص والنجاح، لذا جاء هذا الوسام تكريماً لدور الشيخ وليد كرئيس لمجلس إدارة "مجموعة MBC"، وتتويجاً لعقودٍ من العمل الدؤوب والتفاني والالتزام تجاه مجموعةٍ بدأت كقناةٍ فضائية واحدة، وباتت اليوم أقوى مجموعة إعلامية في الشرق الأوسط، في وقتٍ تمكنت منصة "شاهد VIP" المنضوية تحت لواء المجموعة من تحقيق بصمةٍ عالمية في قطاع "الفيديو بدون فواصل إعلانية SVOD" فباتت أكبر منصة مزوّدة للمحتوى العربي الأصلي في العالم.
وتبقى مقولته التي باتت شعاراً لـ "مجموعة MBC": "أعيننا ترنو نحو المستقبل، ونرى الأمل في كل مكان".

## نبذة عن "مجموعة MBC"
مجموعة MBC (بالإنجليزية: MBC Group) هي مجموعة إعلامية رائدة سعودية تضم أكثر من 17 قناة تلفزيونية وعدد من المحطات الإذاعية الرائدة في المملكة العربية السعودية، إضافةً إلى منصة "شاهد" للفيديو مع فواصل إعلانية (VOD)، و"شاهد VIP" للفيديو بدون فواصل إعلانية (SVOD)، يرأس مجلس إدارتها الشيخ وليد بن ابراهيم آل ابراهيم، يتواجد مقرّها الرئيسي في مدينة الرياض بالمملكة العربية السعودية، ولها عدة مقرّات ومكاتب في عدد من البلدان والعواصم العربية والعالمية، أكبرها في دبي، الإمارات العربية المتحدة.

### أصل التسمية
الاسم (إم بي سي) هو اختصار لـ: Middle East Broadcasting Center والتي تعني: مركز بثّ الشرق الأوسط.
تأسست "مجموعة MBC" عام 1991 في لندن، لتصبح أول مجموعة قنوات فريدة من نوعها في العالم العربي. وعبر سجلها الحافل والمميز الذي يمتدّ على مدى أكثر من ثلاثين عاماً، تبوّأت "مجموعة MBC" مكانة مرموقة لتصبح مجموعة إعلامية عالمية.
ومن مقرّها الرئيسي في الرياض، المملكة العربية السعودية، تضم "مجموعة MBC" اليوم أكثر من 17 قناة تلفزيونية هي: MBC1 (للترفيه العائلي والإنتاجات المحلية، بالإضافة إلى برامج من إنتاج محلّي)؛ وMBC2 & MBC MAX (أفلام عالمية على مدار الساعة)؛ وMBC3 (قناة مخصصة للأطفال وتضم مزيجاً من البرامج العالمية والإنتاجات المحلية)؛ وMBC4 (للعائلة العربية ،المرأة العربية في قلبها وكذلك دراما هندية ولاتينية وغيرها مدبلجة إلى العربية)؛ وMBC5 قناة الترفيه العائلي لبلدان المغرب العربي؛ وMBC ACTION (أفلام ومسلسلات التشويق والمغامرة وكذلك دراما هندية ولاتينية وغيرها مدبلجة إلى العربية)؛ وMBC VARIETY (أفلام ومسلسلات وبرامج ومنوّعات عالمية على مدار الساعة)؛ وMBC دراما (دراما عربية)؛ وMBC DRAMA+ (قناة مشفرة)؛ وMBC PERSIA ٠قناة الترفيه العائلي باللغة الفارسية)؛ و"وناسة" (قناة الأغاني الخليجية والعربية على مدار الساعة)؛ وMBC مصر (قناة الترفيه الراقي والهادف للعائلة المصرية)؛ وMBC مصر 2 (قناة الترفيه العائلي للأسرة المصرية)؛ وMBC BOLLYWOOD (أفلام ومسلسلات وبرامج هندية وآسيوية مدبلجة ومترجمة)؛ وMBC USA (قناة على "Dish Network" موجّهة للجمهور العربي المتواجد في الولايات المتّحدة الأمريكية، وهي مخصصة لعرض مجموعة واسعة من المحتوى النوعي العائد لأبرز قنوات MBC، من أفلام ومسلسلات وبرامج)؛ وMBC العراق (قناة الترفيه للعائلة العراقية بجميع أفرادها)؛ إضافة إلى MBC STUDIOS (لإنتاج الأفلام السينمائية والأعمال الدرامية النوعية وتعزيز الاستثمار في صناعة محتوى سينمائي وتلفزيوني واسع الطيف ومتعدّد المشارب والألوان)؛ ومحطتين إذاعيتين هما: MBC FM (للموسيقى الخليجية)؛ وبانوراما FM (لأنجح الأغاني العربية الحديثة). أضف إلى ذلك "شاهد" المنضوي تحت مظلة "مجموعة MBC"، ومنصته الرائدة للفيديو.